# NGC 7370
NGC 7370 је спирална галаксија у сазвежђу Пегаз која се налази на NGC листи објеката дубоког неба.
Деклинација објекта је + 11° 3' 30" а ректасцензија 22h 45m 37,1s. Привидна величина (магнитуда) објекта NGC 7370 износи 15,3 а фотографска магнитуда 16,1. NGC 7370 је још познат и под ознакама NPM1G +10.0561, PGC 69662.